# マルガ・ヘフゲン
マルガ・アンナ・ヨハンナ・ヘフゲン（Marga Anna Johanna Höffgen, 1921年4月26日 - 1995年7月7日）は、ドイツのアルト歌手。
ミュールハイム・アン・デア・ルール（現ノルトライン＝ヴェストファーレン州）の生まれ。フォルクヴァング音楽大学でアンナ・エルラー＝シュナウトに声楽を学び、ベルリン芸術大学でギュンター・ヴァイセンボルンの薫陶を受ける。1952年のベルリンに於いてヴィルヘルム・フルトヴェングラーの指揮でヨハン・ゼバスティアン・バッハの『マタイ受難曲』に参加してデビューを飾った。1953年には同じ曲をウィーンでヘルベルト・フォン・カラヤンの指揮で歌ってオラトリオ歌唱の第一人者としての地歩を固めた。
1960年から1975年まで断続的にバイロイト音楽祭に出演し、コヴェント・ガーデン王立劇場やテアトロ・コロンにも客演した。オペラ歌手としては、リヒャルト・ワーグナーの『ニーベルングの指環』のエルダ役を得意としたが、クラウディオ・モンテヴェルディの『ポッペーアの戴冠』やピョートル・チャイコフスキー『エフゲニー・オネーギン』のフィリピエヴナ役なども歌った。
1976年にはバーデン＝ヴュルテンベルク州から宮廷歌手の称号を贈られ、1988年にはドイツ連邦共和国功労勲章を授与された。
バーデン＝ヴュルテンベルク州ミュルハイム (バーデン)にて没。

## 註
1. ↑  bach-cantatas.com